# Rouvray-Saint-Denis
Rouvray-Saint-Denis ist eine ehemalige französische Gemeinde mit 345 Einwohnern (Stand: 1. Januar 2022) im Département Eure-et-Loir in der Region Centre-Val de Loire. Sie gehörte zum Arrondissement Chartres. Die Bewohner werden Rouvraysiens und Rouvraysiennes genannt.
Der Erlass des Präfekten vom 3. Dezember 2024 legte mit Wirkung zum 1. Januar 2025 die Eingliederung von Rouvray-Saint-Denis als Commune déléguée zusammen mit den früheren Gemeinden Barmainville und Neuvy-en-Beauce zur Commune nouvelle Neuville Saint Denis fest.

## Geografie

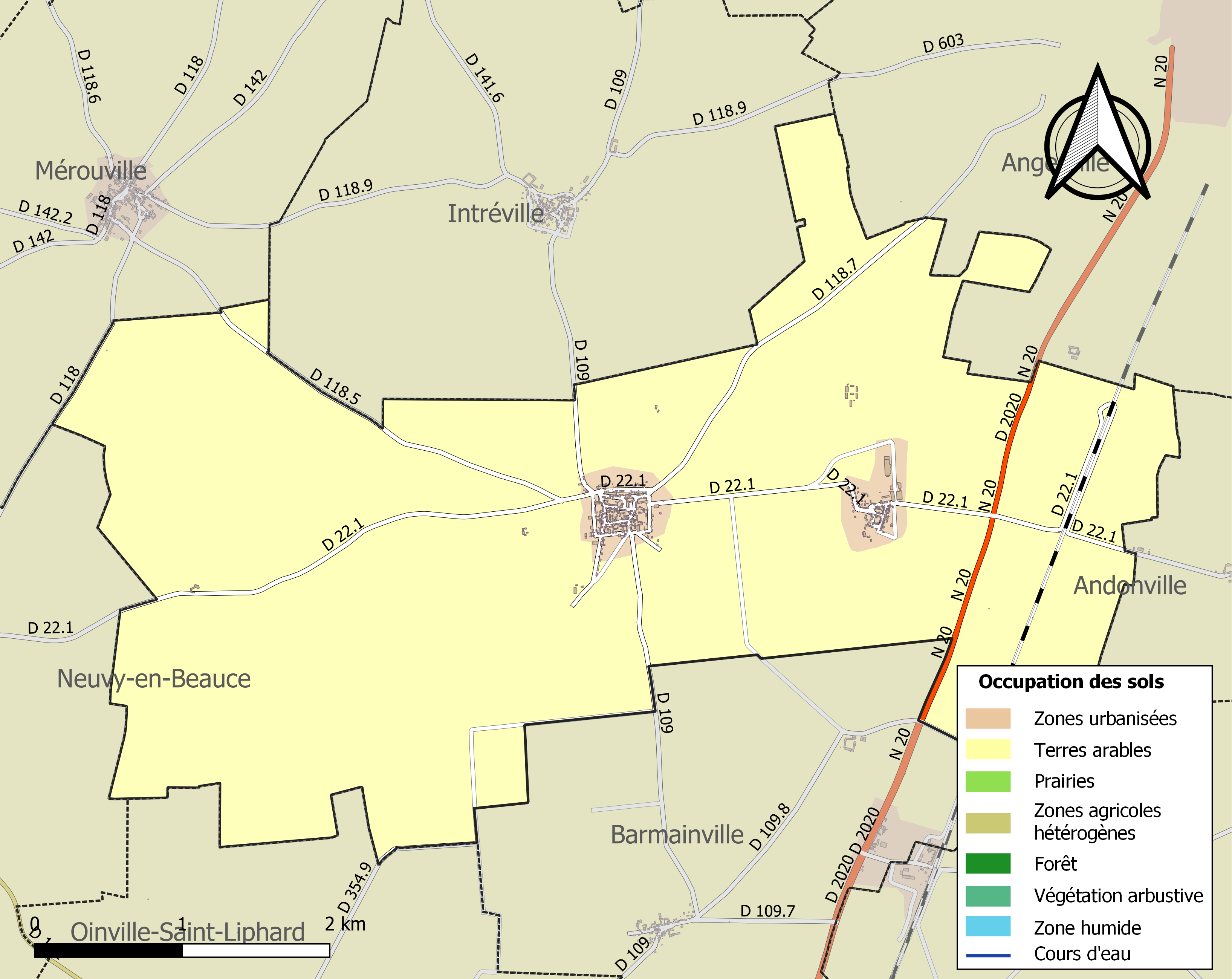
Bodennutzung und Infrastruktur von Rouvray-Saint-Denis (2018)

Rouvray-Saint-Denis liegt etwa 38 Kilometer ostsüdöstlich von Chartres, etwa 24 Kilometer südwestlich von Étampes und etwa 42 Kilometer nördlich von Orléans in der Région naturelle der Beauce an der Grenze zu den benachbarten Départements Essonne und Loiret. Zu Rouvray-Saint-Denis gehören der Weiler Arbouville östlich des Zentrums sowie die verstreuten Höfe Cérès, Le Chemin des Postes, Le Moulin, Le Luxembourg, Les Fontenelles und Villaine.
Das Ortsgebiet weist keine Fließgewässer aus. Das Zentrum liegt auf etwa 144 m Höhe. Das Bodenrelief ist relativ flach mit Höhen meist zwischen 135 m und 145 m. Die maximale Erhebung von 147 m wird westlich des Zentrums nahe dem Weiler Le Moulin gemessen.
Rund 97 % der Fläche von Rouvray-Saint-Denis werden landwirtschaftlich, ausschließlich als Kulturboden genutzt, rund 3 % entfallen auf bebaute Flächen (Stand: 2018).
Umgeben wird Rouvray-Saint-Denis von den sechs Nachbargemeinden und den Communes déléguées:
| Mérouville                         | Intréville                                             | Angerville (Essonne) |
| Neuvy-en-Beauce (Commune déléguée) | Kompassrose, die auf Nachbargemeinden zeigt            | Andonville (Loiret)  |
|                                    | Barmainville (Commune déléguée) Oinville-Saint-Liphard | Boisseaux (Loiret)   |

## Bevölkerungsentwicklung
| Jahr                       | 1962 | 1968 | 1975 | 1982 | 1990 | 1999 | 2006 | 2013 | 2020 |
| Einwohner                  | 385  | 358  | 308  | 309  | 326  | 359  | 413  | 464  | 343  |
| Quellen: Cassini und INSEE |      |      |      |      |      |      |      |      |      |

## Sehenswürdigkeiten
- Pfarrkirche Saint-Denis aus dem 12. und 13. Jahrhundert
- Kapelle Notre-Dame de Lorette im Weiler Arbouville aus dem 16. Jahrhundert
- Reste des Schlosses Arbouville aus dem 16. Jahrhundert

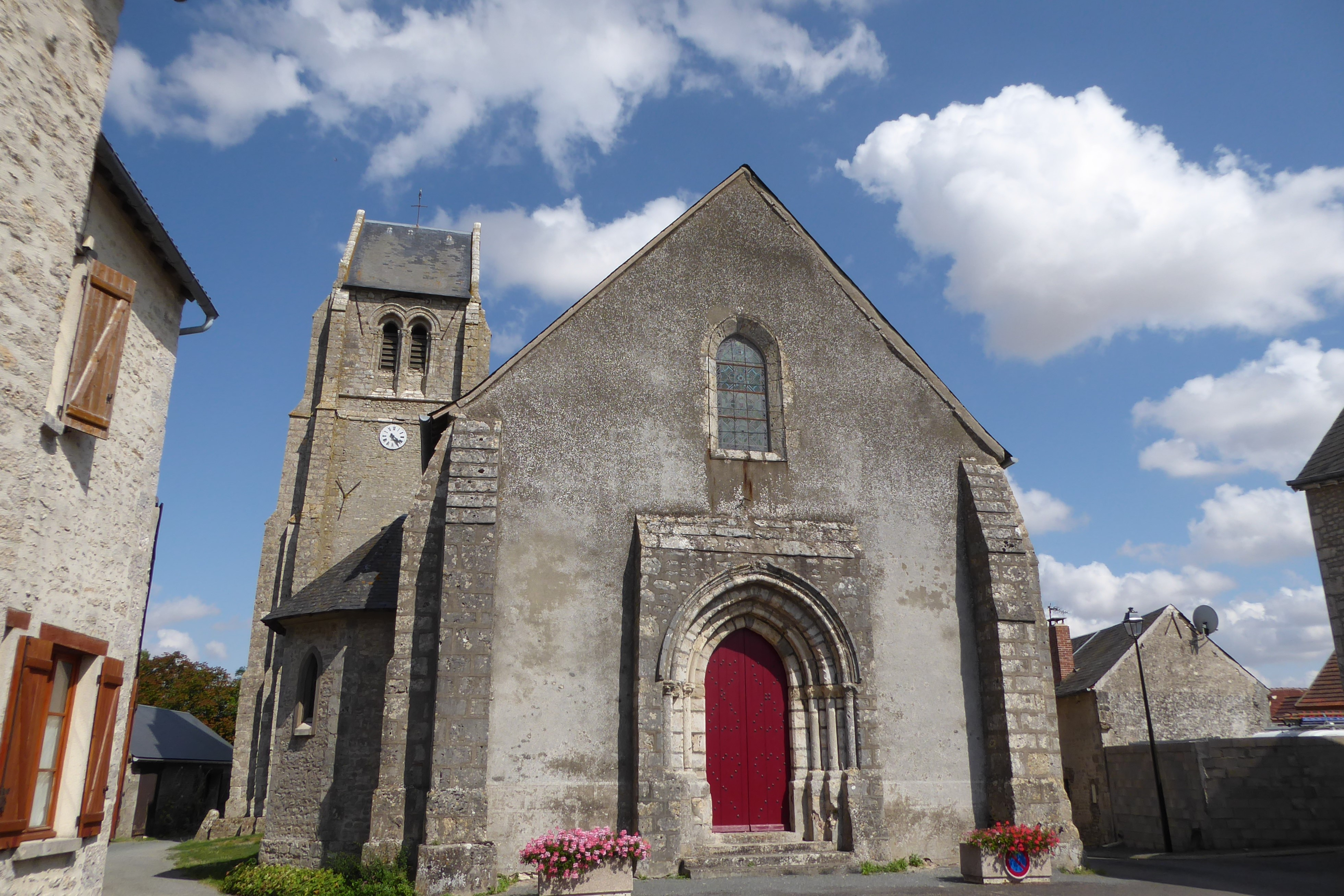
Pfarrkirche Saint-Denis
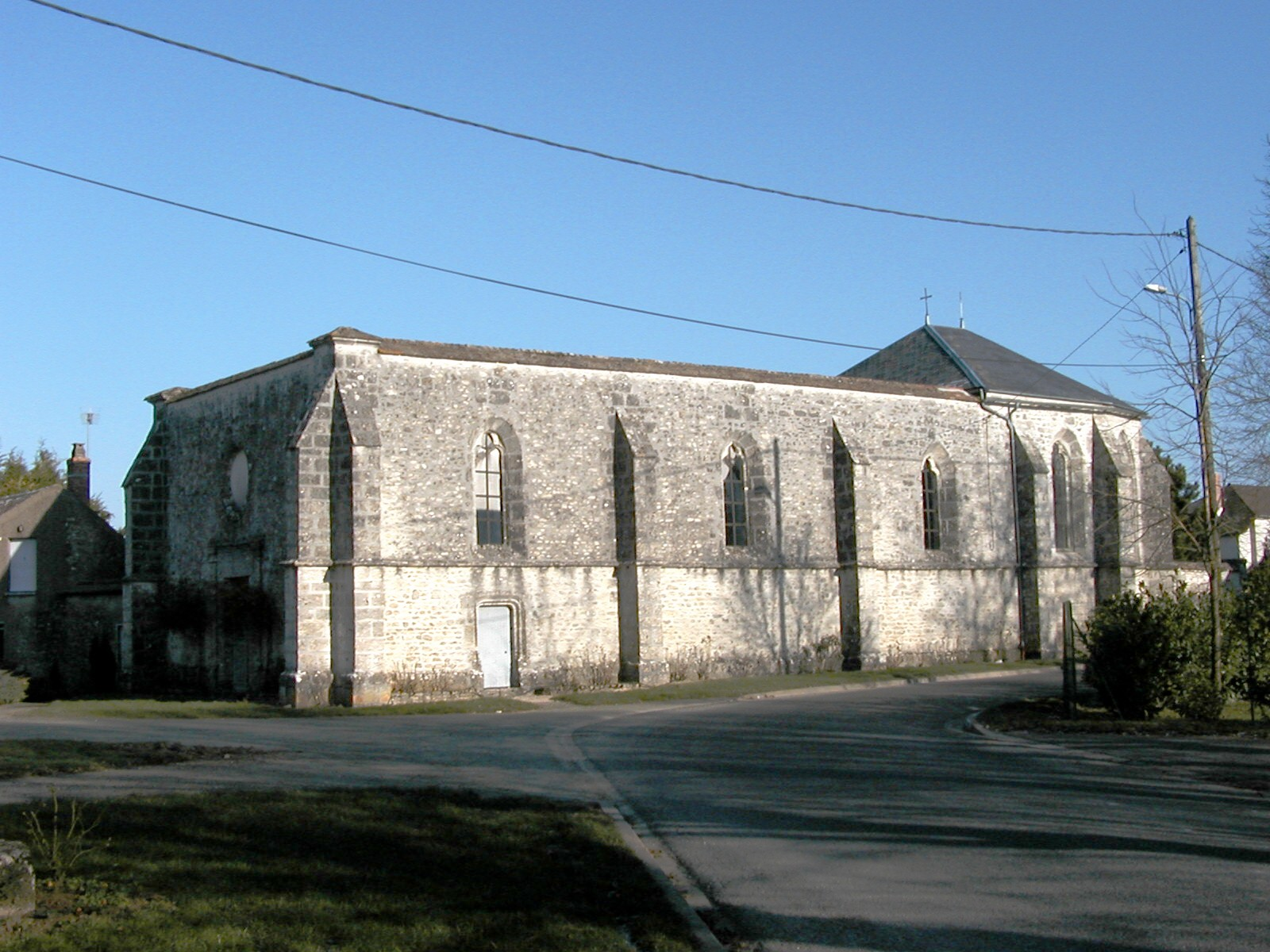
Kapelle Notre-Dame de Lorette